# Käte Hamburger Kollegs für geisteswissenschaftliche Forschung
Die Käte Hamburger Kollegs für geisteswissenschaftliche Forschung sind auf Zeit angelegte, geisteswissenschaftliche Forschungseinrichtungen, die sich am Wissenschaftskolleg zu Berlin orientieren, jedoch jeweils einer konkreten, übergeordneten Forschungsfrage oder -thematik nachgehen. Dazu werden international renommierte Wissenschaftler (Fellows) eingeladen, einen längeren Zeitraum in Deutschland frei von sonstigen Verpflichtungen zu forschen. Diese nach der Literaturwissenschaftlerin und Philosophin Käte Hamburger benannten Forschungskollegs werden vier Jahre gefördert, können aber bei positiver Evaluation zwei Mal um weitere vier Jahre verlängert werden.

## Hintergrund
Die Schaffung von internationalen Kollegs für geisteswissenschaftliche Forschung ist das zentrale Element der 2007 vom BMBF anlässlich des Jahres der Geisteswissenschaften aufgelegten Initiative Freiraum für Geisteswissenschaften.
Mit der Einrichtung der Kollegs sollen primär folgende Ziele erreicht werden:
- Eine internationale sowie europäisch sichtbare und wirksame Schwerpunktbildung der deutschen Geisteswissenschaften an den Universitäten voranzutreiben und die Verbindungen zu ausländischen Forschungsschwerpunkten und Einrichtungen zu stärken.
- Durch weitgehende Freistellung von universitären Verpflichtungen herausragenden Geisteswissenschaftlern persönlichen Freiraum zu gewähren, um selbst gewählten Forschungsfragen nachgehen zu können.
- Eine Lerngemeinschaft zu ermöglichen, die durch systematische Konfrontation mit anderen Wissenskulturen die eigenen, meist unhinterfragten Selbstverständlichkeiten auf den Prüfstand stellt.
- International hochrangige Fachkollegen und -vertreter in Forschungsarbeiten an deutschen Universitäten einzubeziehen.
- Die geisteswissenschaftlichen Methoden – auch kulturvergleichender Forschung – weiterzuentwickeln.
- Die Kooperation von disziplinärer und regionalspezifischer Forschung an einer gemeinsamen Problemstellung zu verbessern.
- Die Kooperation in den Geisteswissenschaften unter Einschluss der kleinen Fächer zu intensivieren.

## Kollegs

### Förderlinie I
- Internationales Forschungskolleg „Verflechtungen von Theaterkulturen“, Freie Universität Berlin. Leitung Erika Fischer-Lichte.
- IKKM – Internationales Kolleg für Kulturtechnikforschung und Medienphilosophie, Bauhaus-Universität Weimar. Leitung Lorenz Engell und Bernhard Siegert.
- "Käte Hamburger Kolleg „Dynamiken der Religionsgeschichte zwischen Asien und Europa“, Ruhr-Universität Bochum. Leitung Volkhard Krech.[3]

- Internationales Kolleg für Geisteswissenschaftliche Forschung (IKGF). „Schicksal, Freiheit und Prognose. Bewältigungsstrategien in Ostasien und Europa“, Friedrich-Alexander-Universität Erlangen-Nürnberg. Leitung Michael Lackner, Klaus Herbers und Thomas Fröhlich.
- „Internationales Kolleg Morphomata. Genese, Dynamik und Medialität kultureller Figurationen“, Universität zu Köln. Leitung Dietrich Boschung und Günter Blamberger
- „Rachel Carson Center for Environment and Society“, Ludwig-Maximilians-Universität München. Leitung Christof Mauch und Helmuth Trischler.
- „Internationales Geisteswissenschaftliches Kolleg. Arbeit und Lebenslauf in globalgeschichtlicher Perspektive“, Humboldt-Universität zu Berlin. Leitung Andreas Eckert.

- Käte Hamburger Kolleg „Recht als Kultur“, Rheinische Friedrich-Wilhelms-Universität Bonn. Leitung Werner Gephart.
- „Imre Kertész Kolleg Jena: Europas Osten im 20. Jahrhundert. Historische Erfahrungen im Vergleich“, Friedrich-Schiller-Universität Jena. Leitung Włodzimierz Borodziej und Joachim von Puttkamer.

- „Centre for Global Cooperation Research/Käte Hamburger Kolleg“, Universität Duisburg-Essen. Leitung: Sigrid Quack (Universität Duisburg-Essen), Tobias Debiel, Dirk Messner (DIE) und Jan Aart Scholte (Universität Göteborg).[4]

### Förderlinie II
(Quelle: )

#### Seit 2021
- Käte Hamburger Kolleg für Apokalyptische und Postapokalyptische Studien, Ruprecht-Karls-Universität Heidelberg[6]
- Käte Hamburger Kolleg „Kulturen des Forschens“, RWTH Aachen
- Käte Hamburger Kolleg „Dis:konnektivität in Globalisierungsprozessen“, Ludwig-Maximilians-Universität München
- Käte Hamburger Kolleg „Einheit und Vielfalt im Recht“, Westfälische Wilhelms-Universität Münster

#### Ab 2024
- Käte Hamburger Kolleg „Heritage in Transformation“, Humboldt-Universität zu Berlin. Designiertes Direktorium: Eva Ehninger und Sharon Macdonald
- Käte Hamburger Kolleg „Kulturelle Praktiken der Reparation“, Universität des Saarlandes. Designiertes Direktorium: Christiane Solte-Gresser und Markus Messling[7]